# Guillaume Homberg
Guillaume Homberg, né Wilhelm Homberg le 3 janvier 1652 à Batavia (Jakarta) dans Java et mort le 24 septembre 1715 à Paris est un chimiste néerlandais membre de l'Académie des sciences (France)

## Biographie

### Origines

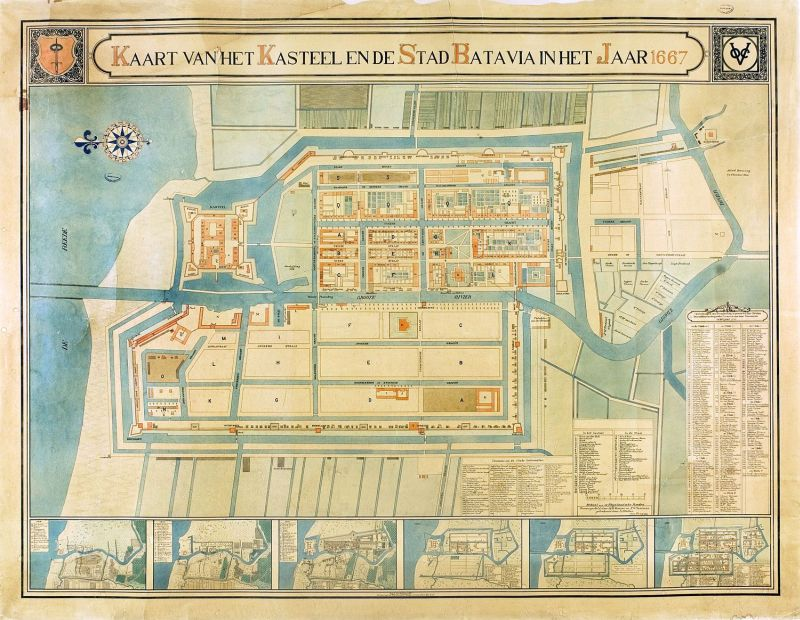
Batavia, capitale des Indes orientales néerlandaises, en 1665

Guillaume Homberg naît le 3 janvier 1652 de John Homberg et de Barbe Van-Hedemard, fille d'officier. La famille vit à Batavia, capitale des Indes néerlandaises, aujourd'hui renommée Jakarta.  D'après Fontenelle, son père, gentilhomme Saxon originaire de Quedlinburg, perd son héritage lorsque les Suédois envahissent l'Allemagne pendant la Guerre de Trente Ans, devient officier de la VOC et dirige l'Arsenal de Batavia. La famille Homberg rentre à Amsterdam en 1670.

### Études de droit et médecine
ll étudie le droit à Jena et Leipzig, et devient en 1674 avocat à Magdeburg. Il y rencontre Otto van Guericke, Bourgmaitre et ingénieur-chercheur sur le vide. Sous son influence s'oriente vers les sciences naturelles, notamment la biologie et l'astronomie : il se fabrique même un astucieux globe céleste, avec une bougie à l'intérieur. Pour approfondir ses connaissances, il se rend dans plusieurs universités d'Europe, Padoue, Bologne, Rome, Paris. Il travaille avec Robert Boyle en Angleterre. Il rentre chez sa famille en Hollande, à Quedlimbourg, puis devient docteur en médecine à Witteberg.

### Savant cosmopolite
Il ne reste pas longtemps à Witteberg, et au grand dam de sa famille, qui souhaiterait qu'il fonde une famille respectable, il repart rencontrer les savants d'Allemagne. Un moment en Saxe, en Bohème, en Hongrie, il s'installe sur la proposition du roi Charles XI de Suède à Stockholm. Il y travaille avec M Hierna, qui devient plus tard Premier Médecin de la cour.

### Douce France
En 1682 Colbert lui offre de s'installer à Paris. De famille protestante calviniste – il sait même l'hébreu – il abjure et annonce qu'il se convertit au catholicisme. « Sa plus puissante raison était que la pratique familière aux protestans de lire tous les jours l'Écriture Sainte, lui avait rendu fort suspecte l'Église protestante dans laquelle il était né, & qu'il se sentait fort ébranlé pour rentrer dans l'Église catholique [...]. » écrit Fontenelle. On est alors un an avant la mort de Colbert, en pleine dragonnades, trois ans avant la Révocation de l'édit de Nantes. Il est déshérité. 

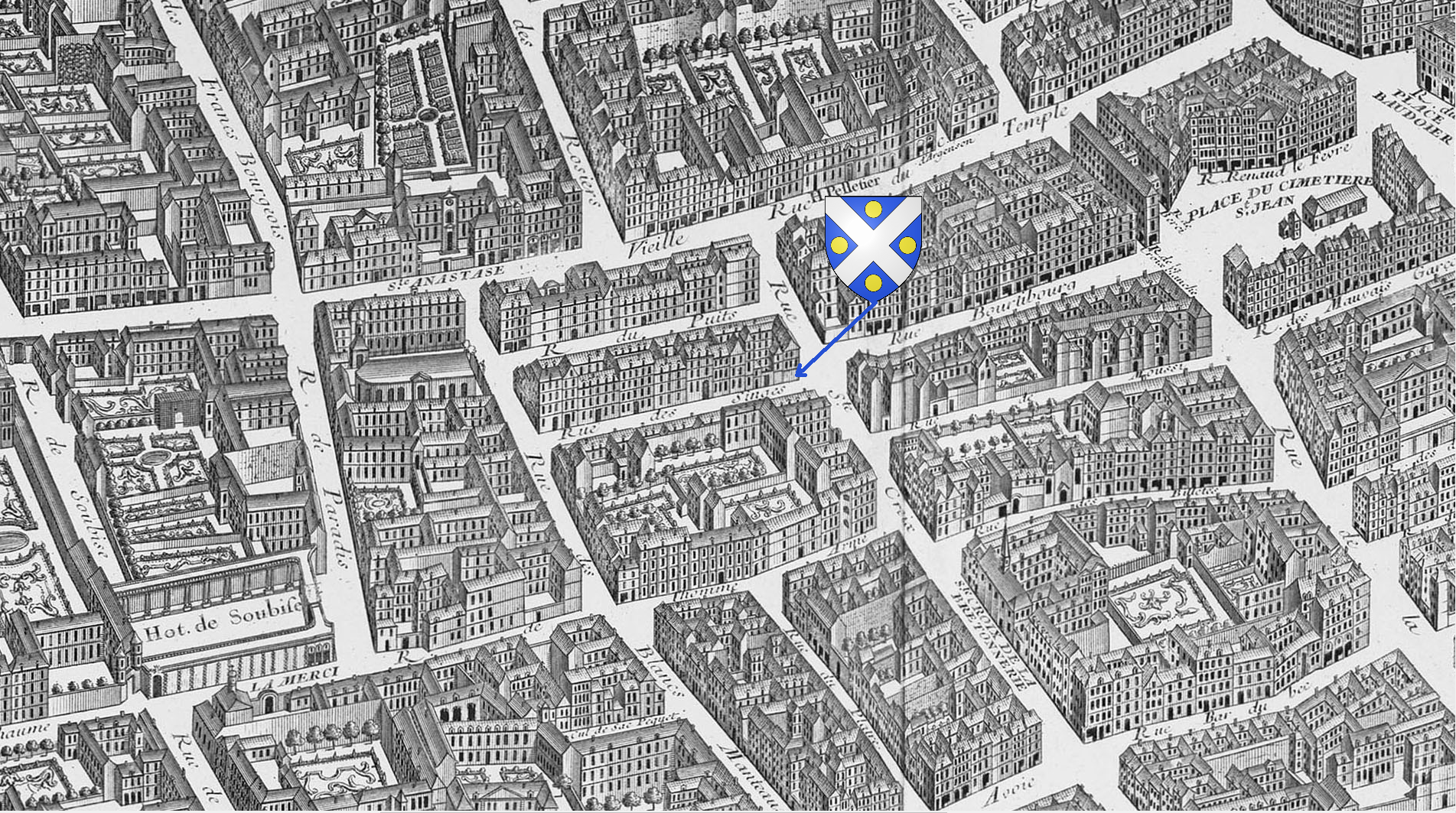
Localisation supposée de la maison Dodart-Homberg, dans le Quartier du Marais, 1739

Pendant cinq ans, de 1685 à 1689 il part à Rome exercer comme médecin. Il ne retourne définitivement à Paris qu'en 1691. Il est élu membre de l'Académie des Sciences le 28 décembre 1697.
En 1708, à 56 ans, il épouse  Marguerite-Angélique Dodart, fille du premier botaniste de l'Académie des Sciences et auteur des Mémoires pour servir à l'histoire des plantes, Denis Dodart, décédé l'année précédente. Fontenelle décrit ce mariage comme envisagé depuis quelque temps, et particulièrement complice : « l'amour seul sans une forte estime n'eût pas produit tant de constance. » De Denis Dodart, la famille Homberg hérite d'une maison rue Sainte-Croix de la Bretonnerie, dans le Marais, et un certain nombre de rentes et pensions.
Il meurt sept ans plus tard, le 24 septembre 1715, à Paris, d'une petite dysenterie. Sa veuve se remarie avec François de Buraude. Elle meurt en 1751, laissant un héritage à ses neveux Dodart. Son notaire est Pierre-Yves de Bougainville, père de Jean-Pierre et Louis-Antoine, à l'époque respectivement académicien et mathématicien sous la conduite de Jean Le Rond d'Alembert, et bientôt célèbre explorateur.

## Travail scientifique

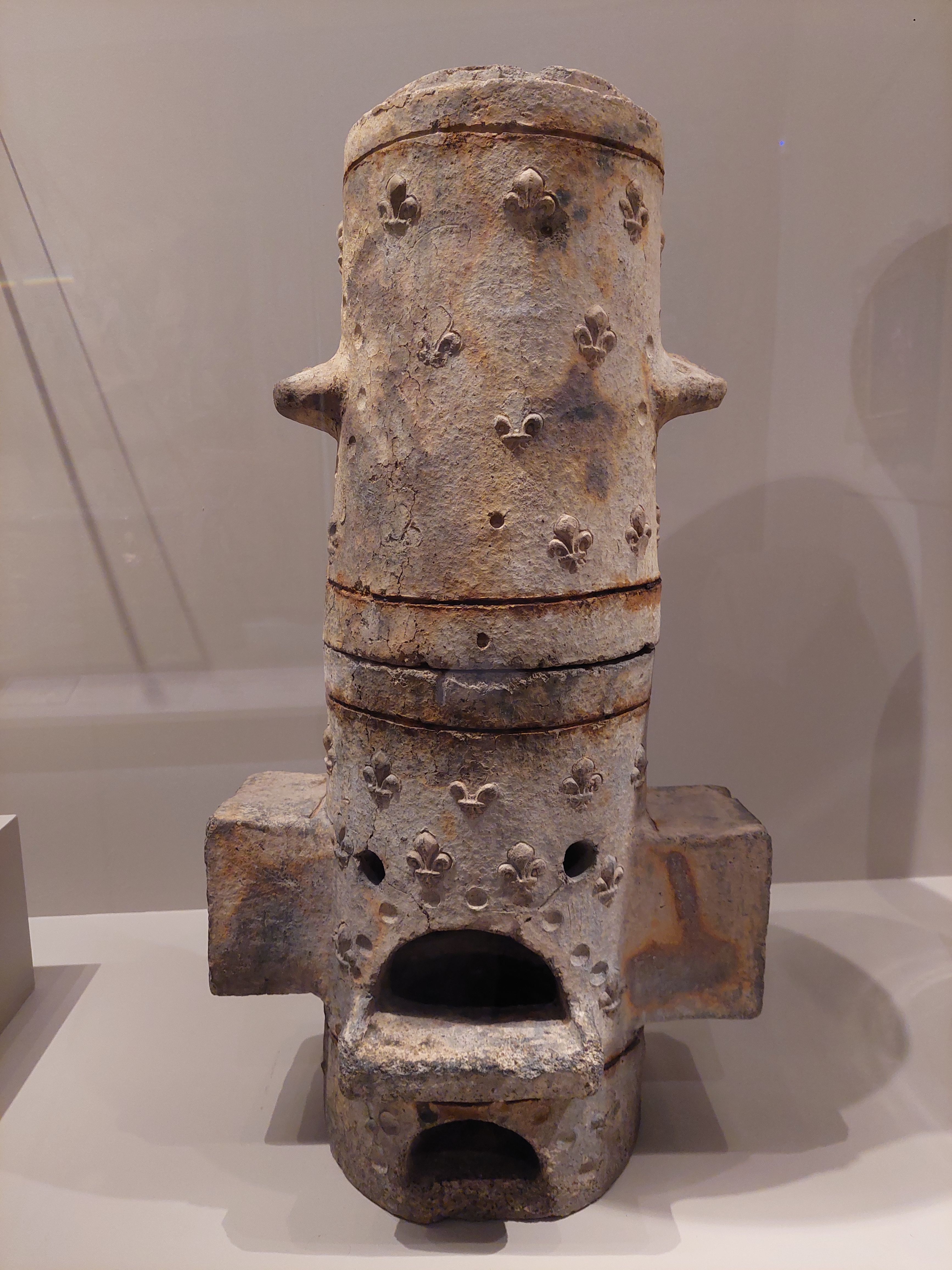
Four alchimiste du Régent, avant 1723, en terre chamottée, estampé de fleur de lys et double P. Dans ce four, le Régent aurait fabriqué des pierres précieuses factices. Sèvres - Manufacture et Musée nationaux.

En 1691 l'Abbé Bignon le fait entrer à l'Académie Royale des Sciences. Il occupe le premier siège de chimie. Il y obtient le laboratoire de l'Académie, ce qui lui laisse une grande liberté de recherche. Il collabore avec Étienne-François Geoffroy et Louis Lémery.
Guillaume Homberg construit ses propres microscopes et ses propres machines pneumatiques, il invente un instrument pour mesurer la gravité spécifique des fluides. Il a découvert l'acide borique, qui s'appelait Sal Sedativum Hombergi, et une espèce de chlorure de calcium phosphorescent appelé Phosphore d'Homberg.
Il est présenté au duc d'Orléans Philippe d'Orléans (1674-1723) par l'abbé Guillaume Dubois, son conseiller et futur ministre en 1702. En 1704 il est gratifié par le prince du titre de Premier médecin. Il lui offre une pension et un laboratoire au Palais-Royal. Homberg lui donne des cours particulier de chimie, il souffle du verre et élabore des parfums. Le 27 octobre 1709, la Princesse Palatine Élisabeth-Charlotte de Bavière, mère du duc, écrit « Mon fils a transformé au Palais-Royal tout un appartement en laboratoire. C'est un saxon né aux Indes qui y travaille avec lui. Il se nomme Homberg et dit fort bien connaître M. de Leibnitz. ». Philippe d'Orléans devient Régent en 1715, lorsque meurt Guillaume Homberg.

### Publications
- Wilhelm Homberg, Essays de Chimie : Des principes de la Chimie en general, Mémoires de l’Académie Royale des Sciences (MARS) 4, 1702.
- Observation sur un battement de veines semblable au battement des artères, Mémoires de l’Académie Royale des Sciences, p.159-163, 1704. Ici.
- Essais de l'analyse du soufre commun, Mémoires de l’Académie Royale des Sciences, p.31-40, 1703. Ici.
- Suite des essais de chimie, article troisième, Du souphre principe, Mémoires de l’Académie Royale des Sciences, p.88-96, 1705. Ici
- Disputatio juridica de diffidationibus, vulgo "vom Befehden", praeside D. Bartholomaeo Leonhardo Schwendendörffero,... publico eruditorum examini submittit Wilhelmus Homberg,... ad diem 9. martii 1676. Editio 2a, Lipsiae recusa, 1716

### Sources contemporaines
- Fontenelle, "Éloge de Monsieur Homberg", Œuvres de Monsieur de Fontenelle, vol. 5, 1785[1].